# Nigeria
La Nigeria (AFI: /niˈʤɛrja/), ufficialmente Repubblica Federale della Nigeria (in inglese Federal Republic of Nigeria), è uno Stato federale dell'Africa occidentale, il più popoloso del continente africano e il sesto del mondo. Confina con il Benin a ovest, il Ciad a nord-est, il Camerun a est, il Niger a nord e nord-ovest; si affaccia sull'oceano Atlantico nel golfo di Guinea. Fa parte del Commonwealth delle nazioni. Le principali città, oltre all'attuale capitale Abuja (dal 1991) e a quella precedente, Lagos, sono: Abeokuta, Ibadan, Port Harcourt, Enugu, Kano, Kaduna, Jos e Città del Benin.
È una repubblica presidenziale di tipo federale comprendente 36 Stati. Il territorio nigeriano, abitato almeno dal 12000 a.C. e storicamente diviso tra etnie e realtà politiche distinte, è stato denominato nel suo insieme "Nigeria" da Flora Shaw, futura moglie del Barone Lugard, nel XIX secolo. Dal punto di vista religioso la popolazione si divide in parti uguali tra cristiani e musulmani, con una fetta di popolazione che segue le religioni africane. L'economia dello Stato è in forte crescita, come dimostrano i dati del Fondo Monetario Internazionale del 2008 e del 2009. Nel 2012 il PIL è stato di 453 miliardi di dollari superando il PIL del Sudafrica, fermo a 384 miliardi di dollari.

## Geografia fisica

### Morfologia

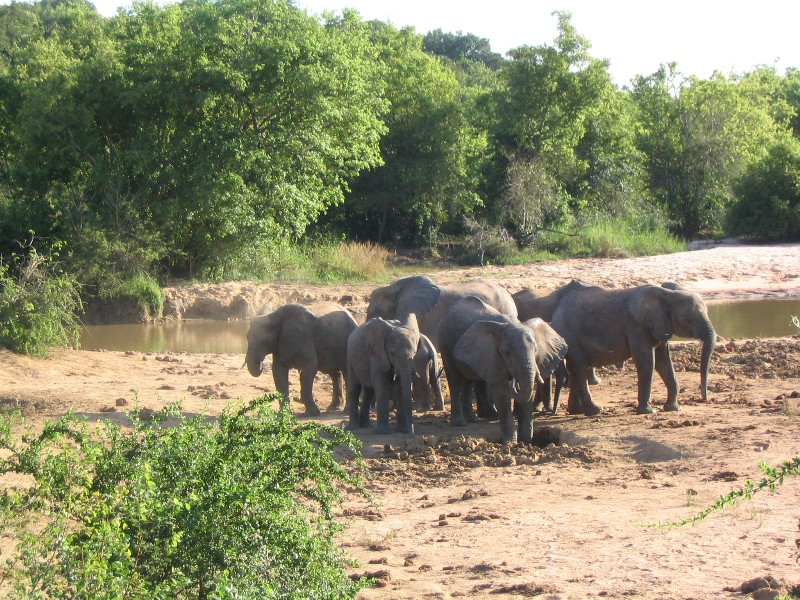
Elefanti nel Parco nazionale di Yankari

La Nigeria si trova nel golfo di Guinea, nell'Africa occidentale. Le città principali sono concentrate nelle pianure del Sud. La parte centrale del paese è formata da colline e altopiani. A nord è prevalentemente occupata da pianure aride. I paesi confinanti sono Benin, Niger, Ciad e Camerun.
Il territorio ha una struttura piuttosto semplice; esso corrisponde a un antico piano che ha le sue parti eminenti nella sezione centro-settentrionale, dove affiorano, su vaste superfici, le formazioni cristalline archeozoiche dello zoccolo africano. Queste zone rilevate, che si configurano come una sorta di altopiano non molto elevato, rappresentano i resti di un antico rilievo via via spianato dall'erosione, che ha subito dei ringiovanimenti nel Cenozoico, quando si sono delineate o definite le depressioni che completano il quadro del territorio nigeriano, come riflesso del più vasto assestamento crostale del continente africano. Esse sono: quella meridionale affacciata alla costa, quella percorsa dal Niger e quella del suo affluente Benue, infine quella settentrionale che rientra nella depressione continentale interna del Ciad. In queste aree depressionarie le formazioni archeozoiche sono coperte da strati sedimentari dovuti alle ingressioni periodiche del mare: sono particolarmente rappresentate da depositi del Cretaceo nelle sezioni centrali (depressioni del Niger e del Benue), da coltri del Cenozoico nella fascia meridionale e infine da formazioni recenti nelle aree marginali sia a nord, nel bacino ciadiano, sia a sud, nella fascia costiera.
Il quadro geografico della Nigeria si completa con le formazioni vulcaniche, la cui origine è legata agli stessi assestamenti crustali già ricordati, presenti soprattutto nella sezione centrale del Paese, dove l'altopiano di Jos (o di Bauchi, 1781 m) costituisce la parte più elevata del territorio nigeriano insieme con le dorsali più orientali (Monti Shebshi, 2042 m). Dal punto di vista morfologico la Nigeria ha caratteristiche tipicamente africane, cioè profili maturi, aperti, rotti qua e là dalle eminenze di antichi rilievi residuali, da isolate alture granitiche, da antiche scarpate d'erosione. L'unica zona accidentata è quella centrale compresa tra il Niger e il Benue, il già ricordato Altopiano di Jos, solcato dalle valli che si irradiano verso le depressioni circostanti. Superfici estremamente piatte si hanno a nord, dove si trovano dune sabbiose fissate dalla vegetazione; il territorio si movimenta verso est, dove si hanno zone collinari e altopiani di rocce cristalline e in qualche caso, come nell'altopiano di Biu, di rocce basaltiche. La sezione centro-meridionale presenta rilievi solo a ovest della confluenza del Niger e del Benue: caratteristiche intumescenze granitiche conferiscono un aspetto severo al paesaggio. Più a sud il rilievo si spegne progressivamente verso la fascia costiera, profonda in media 65 km, nella quale spicca la superficie deltizia del Niger (circa 25000 km²), che ha un fronte di 350 km ed è solcata da numerosi rami del fiume, i cosiddetti Oil Rivers, "fiumi dell'olio", perché attraversano una zona ricca di palme da olio. Al di fuori del delta la fascia costiera è orlata da lagune (la maggiore è quella di Lagos), che continuano quelle del litorale guineano.

### Idrografia
La Nigeria è approssimativamente divisa in queste tre regioni dai fiumi Niger e Benue, che percorrono il paese da nord-est a sud-ovest, per poi confluire al centro del paese, non lontano dalla capitale federale Abuja, nella regione chiamata Middle Belt. A questo punto i due fiumi uniti scorrono verso sud in direzione dell'oceano Atlantico, al cui incontro creano il delta del Niger.

### Clima
Più che dalle componenti morfologiche, la varietà delle condizioni ambientali è determinata, in Nigeria, soprattutto dal clima. Esso varia da sud a nord secondo le modalità proprie delle vaste superfici continentali soggette ai ritmi stagionali alternati degli influssi delle masse d'aria marittime e continentali. Si hanno inverni asciutti ed estati piovose, con il progressivo attenuarsi verso nord degli apporti umidi oceanici. A questi è invece costantemente soggetta la fascia costiera e in particolare la regione deltizia del Niger, caratterizzata da un clima di tipo equatoriale.
La stagione delle piogge dura da 4 a 7 mesi nella regione compresa tra i paralleli di 11º N e 8º N (da maggio o da giugno a settembre o a ottobre); a questo periodo succede la lunga stagione asciutta legata all'influsso dell'anticiclone sahariano che genera venti caratteristici, secchi, come l'harmattan. A sud di questa fascia la stagione piovosa dura circa 7 mesi. Nella zona costiera a clima equatoriale infine le piogge sono omogeneamente distribuite nel corso dell'anno, pur attenuandosi un poco nei mesi invernali. Nell'insieme dell'annata le precipitazioni raggiungono qui i 2500 mm; nella fascia intermedia oscillano tra i 1 000 e i 1500 mm; infine nella fascia settentrionale passano dai 1 000 ai 500 mm verso nord. Per quanto riguarda i valori termici, si passa dalle medie equatoriali dei 25-26 °C della fascia costiera, ai 26-30 °C delle zone intermedie, in cui le oscillazioni sono più sensibili; nella parte settentrionale, infine, ai valori massimi di 38-41 °C si oppongono le medie minime di 13-16 °C. I massimi si verificano qui nell'imminenza della stagione delle piogge (aprile).

## Storia
L'Impero di Kanem-Bornu vicino al lago Ciad dominò la Nigeria settentrionale per oltre 600 anni, prosperando come un terminale del commercio nord-sud tra i Berberi del Nord Africa e le popolazioni delle foreste. Nel XVIII secolo gli Stati hausa, a base cittadina, erano sotto il controllo dei Fulani, solo in parte islamizzati. Contro i loro corrotti costumi si levò la predicazione di Usman dan Fodio, anch'egli un fulani. Dopo alterne vicende, nel 1804, egli riuscì a vincere e a fondare un unico Stato hausa che alla sua morte lasciò diviso tra il fratello (la parte occidentale con capitale Sokoto) e il figlio.
Il territorio hausa, cioè dove la lingua hausa è parlata come prima lingua, si estende anche alla parte meridionale del Niger, dove gli Hausa sono maggioritari. Sia i regni di Oyo nel Sud-ovest sia il Benin nel Sud-est svilupparono elaborati sistemi di organizzazione politica nel XV, XVI e XVII secolo. I regni di Ife e di Benin ci hanno lasciato apprezzati prodotti artistici in avorio, legno, bronzo e ottone.
Tra il XVII e il XIX secolo i viaggiatori e commercianti europei fondarono città portuali per incrementare la crescente tratta degli schiavi destinati alle Americhe. Materie prime e prodotti finiti sostituirono il commercio degli schiavi durante il XIX secolo. La Royal Niger Company fu fondata dal governo del Regno Unito nel 1886. La Nigeria divenne un protettorato del Regno Unito nel 1901, e colonia nel 1914. In risposta al crescente nazionalismo nigeriano che seguì la fine della seconda guerra mondiale, il Regno Unito guidò la colonia verso l'autogoverno su base federale.
La Nigeria ottenne la completa indipendenza il 1º ottobre 1960, come una federazione di tre regioni, ognuna delle quali manteneva in misura sostanziale un margine di autogoverno. Nel 1966, due colpi di Stato consecutivi messi in atto da due gruppi differenti di ufficiali militari portarono il paese sotto il controllo dei militari. I leader del secondo golpe cercarono di accrescere i poteri del governo federale, e rimpiazzarono i governi regionali con 12 governi statali. Gli Igbo, il gruppo etnico dominante nella regione orientale, dichiararono l'indipendenza della Repubblica del Biafra nel 1967, il che portò a una sanguinosa guerra civile che si concluse con la loro sconfitta nel 1970.
Nel 1975 un colpo di Stato senza spargimento di sangue portò al potere Murtala Ramat Mohammed, che promise un rapido ritorno a un governo civile. Venne ucciso durante un tentativo fallito di colpo di Stato, gli successe il capo del suo staff, Olusegun Obasanjo. Una nuova costituzione venne ridisegnata nel 1977 e nel 1979 si tennero nuove elezioni, sostanzialmente democratiche, vinte da Shehu Shagari. La Nigeria ricadde sotto governo militare nel 1983, dopo un colpo di Stato che istituì il Consiglio Militare Supremo come nuovo organo di governo del paese.
Dopo che le elezioni del 1993 vennero cancellate dal governo militare, il generale Sani Abacha prese il potere. Quando, nel 1998, morì improvvisamente, Abdulsalami Abubakar divenne leader del CMS, ora conosciuto come Consiglio Governante Provvisorio. Riconfermò l'autorità della costituzione del 1979 e, nel 1999, elesse Olusegun Obasanjo alla carica di Presidente Federale nelle prime elezioni libere che si tenevano in 16 anni. Obasanjo e il suo partito sono riusciti inoltre a farsi riconfermare vincendo le turbolente elezioni del 2003. Dal febbraio 2006 il Movimento per l'Emancipazione del Delta del Niger (Mend) ha compiuto diversi attacchi a strutture petrolifere della regione, sia contro gli oleodotti sia contro le installazioni industriali delle joint venture partecipate da Shell e dall'Agip, che sono culminati con il sequestro di tecnici anche stranieri che vi lavorano.
Le elezioni tenutesi il 22 aprile 2007 hanno decretato vincitore Umaru Yar'Adua, musulmano, originario dello Stato di Katsina e delfino del precedente presidente Obasanjo. Le opposizioni hanno definito le elezioni "dei colossali brogli" e anche vari osservatori internazionali hanno espresso pareri alquanto negativi riguardo alla regolarità delle elezioni.
Le compagnie petrolifere ENI, Shell, Total e Chevron, Exxon Mobil operano nel paese tramite joint venture, il partner di maggioranza assoluta è il governo nigeriano.
Alcune ONG, come Amnesty International, Environmental Rights Action, un importante studio di impatto ambientale del Programma delle Nazioni Unite per l'Ambiente e inchieste giornalistiche, hanno denunciato come in Nigeria sia stato devastato il Delta del Niger, a causa delle fuoriuscite di petrolio dagli oleodotti che hanno contaminato falde acquifere, corsi d'acqua, foreste, mangrovie e campi coltivati dai quali le comunità locali traggono il proprio sostentamento (e che sono talvolta aggravate dai ritardi nella bonifica dei siti inquinati). Le fuoriuscite sono causate in genere dalla pratica di prelevare il petrolio dagli oleodotti praticandovi dei fori in località remote e non sorvegliate, per poi venderlo al mercato nero.
In Nigeria è ancora estensivamente praticato il gas flaring, un processo fortemente inquinante per l'atmosfera in cui il gas associato alla produzione di petrolio, dove non facilmente commerciabile, viene bruciato liberando ingenti quantità di anidride carbonica. La disastrosa situazione ambientale e sociale in cui versa il delta del Niger viene ribadita dalla sentenza della Corte di Giustizia della Comunità economica degli Stati dell'Africa occidentale (Ecowas, dicembre 2012), che evidenzia come le compagnie e le joint venture petrolifere che operano nel paese (Nigerian National Petroleum Company, Shell Petroleum Development Company, ELF Petroleum Nigeria ltd, AGIP Nigeria PLC, Chevron Oil Nigeria PLC, Total Nigeria PLC ed Exxon Mobil) siano responsabili, con la copertura del governo nazionale, per i gravi e ripetuti abusi perpetrati e sottolinea l'esigenza per il governo stesso di riportare tali società alle proprie responsabilità. La Nigeria, ex colonia britannica, è indipendente dal 1960. Dal 1967 al 1970 è stata teatro di una sanguinosa guerra civile per la secessione della regione del Biafra. Al potere dal 1999 al 2007 ci fu il generale Olusegun Obasanjo, di religione cristiana avventista, mentre nel 2015 fu Muhammadu Buhari a essere eletto Presidente della Nigeria, e a rimanere tale fino a oggi. Nel Nord della Nigeria la popolazione è costituita in gran parte da hausa e fulani prevalentemente musulmani mentre nel Sud la popolazione è Yoruba e Ibo in maggioranza cristiana.

## Società

### Evoluzione demografica
Stato più popoloso dell'Africa e il sesto paese del mondo per popolazione: in Nigeria abita un sesto dell'intera popolazione dell'Africa, la quale attualmente ammonta a 1 170 000 000 abitanti. Ventiquattro città della Nigeria contano più di 100 000 abitanti. Nel 1960, secondo l'United States Census Bureau, la popolazione della Nigeria ammontava a 41 milioni di abitanti. Ai giorni nostri i nigeriani risultano essere enormemente aumentati, tanto che nel 1992 la Nigeria divenne il primo paese africano a superare i 100 milioni, fino alla ragguardevole cifra degli attuali oltre 200 milioni.

### Etnie e minoranze straniere
La grande varietà di lingue, costumi e tradizioni tra i 250 gruppi etnici nigeriani danno al paese una ricca diversità. Il gruppo etnico dominante nel Nord è quello degli Hausa, la maggioranza dei quali è di religione islamica. Il Nord islamico della Nigeria, che per diversi secoli ha avuto una storia totalmente scollegata dal Sud, è chiamato in lingua hausa Arewa.
La popolazione Yoruba è predominante nel Sud-ovest. Di estrazione Yoruba è Olusegun Obasanjo, presidente dal 1999 al 2006. L'etnia Igbo è invece predominante nell'area sud-orientale. Le popolazioni meridionali sono in maggioranza di religione cristiana.
Yoruba, Hausa e Igbo formano i cosiddetti Big Three che hanno caratterizzato la conflittualità politica e militare di tutta la storia indipendente nigeriana, a partire dal 1960. La questione fondamentale riguarda l'allocazione delle risorse e la suddivisione dei poteri a livello politico-militare tra il Settentrione e il Mezzogiorno, questione che ha sempre visto uno squilibrio favorevole al Nord musulmano, in contrasto con la maggior produttività, emancipazione culturale e imprenditoriale del Sud cristiano. L'allocazione ineguale delle risorse a livello regionale ha portato al conflitto civile più sanguinoso e turbolento della storia della Nigeria, ossia la guerra del Biafra del 1967, tentativo di secessione della regione sud-orientale abitata dall'etnia Igbo.
Ancora oggi, la questione etnico-localistica è al centro del dibattito politico-economico del gigante africano, con particolare rilievo per le rivendicazioni delle minoranze del Delta del Niger, in testa Ijaw, Ilaje, Urhobo e Ogoni, che sfociano in violenze contro la federazione e contro le multinazionali petrolifere installate nella regione, una su tutte la Shell, accusate di sfruttare economicamente le risorse petrolifere senza contribuire al mantenimento ecologico e non curanti di una giusta redistribuzione dei profitti. Di origine Ijaw è il movimento Ijaw Youth Council (IYC) che opera con interventi armati e con sequestri di personale tecnico delle raffinerie.
Altri gruppi etnici minoritari del Nord sono i Fulani e i Kanuri. Nella Middle Belt troviamo Gbagyi, Nupe, Ebira, Idoma, Igala, Tiv, Jukun, Berom, Angas e altri.
La frammentazione della federazione nigeriana (altrimenti detta balcanizzazione), altro non è che il tentativo di fornire maggior rappresentanza politica e potere economico a ogni singola etnia. La balcanizzazione ha portato dalle tre macroregioni post indipendenza (che rappresentavano i suddetti Big Three) a un totale di 36 Stati odierni. Attualmente, nel Delta del Niger, vi sono delle pressioni affinché siano creati tre nuovi Stati in rappresentanza di Ilaje, Urhobo e Ijaw, quali unica soluzione ai conflitti etnici che infiammano la regione.

### Lingue e dialetti

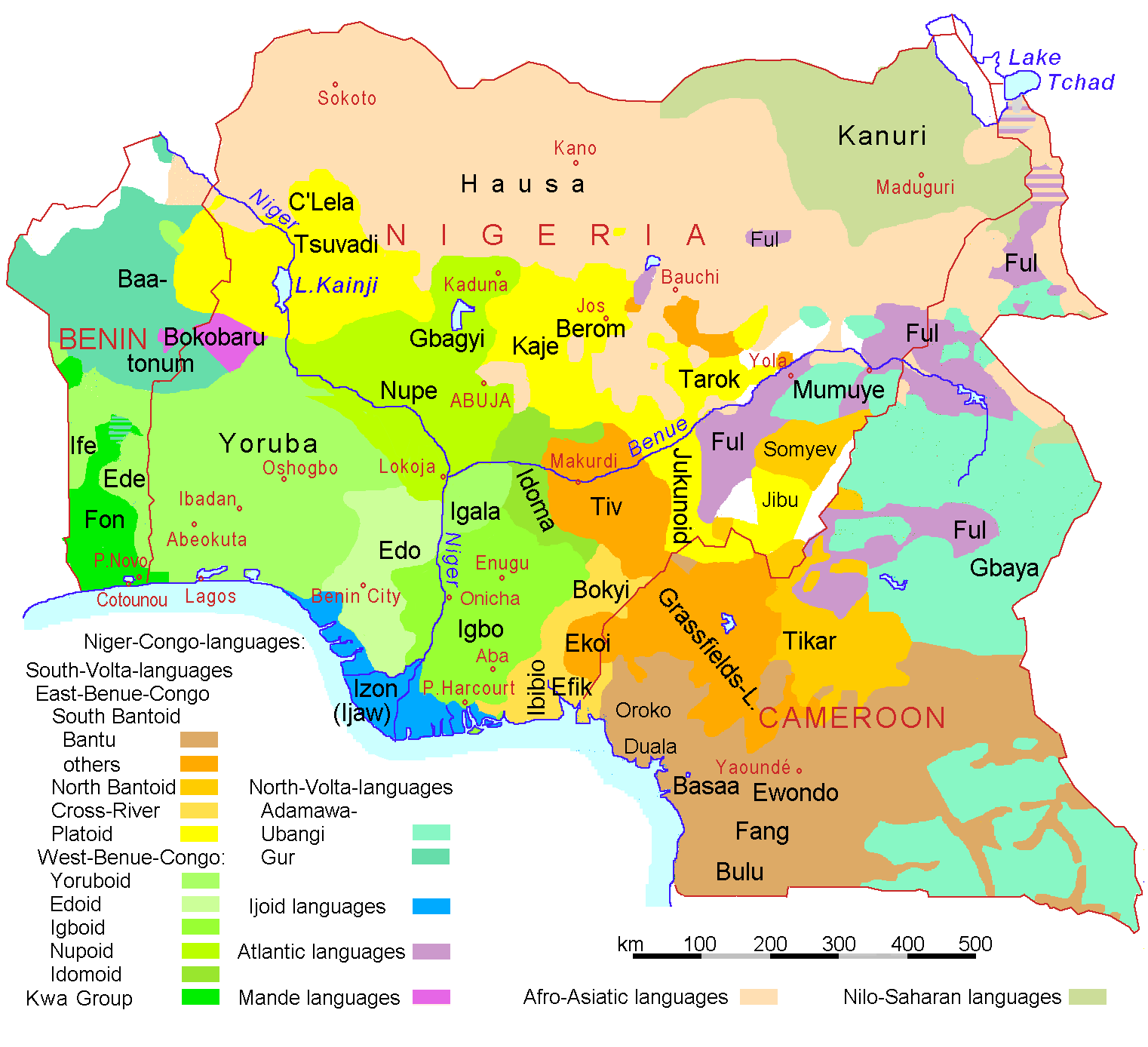
Diffusione geografica delle lingue parlate in Nigeria e in alcuni Stati confinanti

La lingua di comunicazione utilizzata tra persone di etnie diverse è l'inglese, prevalentemente in una versione africanizzata detta comunemente pidgin english. Molti nigeriani, oltre alla lingua madre della propria etnia, ne conoscono almeno una seconda. Hausa, yoruba e igbo sono le lingue nigeriane più parlate.

### Religione
Secondo recenti stime, il 48,8% della popolazione nigeriana aderisce all'islam (soprattutto sunnita). Il cristianesimo è praticato dal 49,3% della popolazione (74,1% protestanti, 24,8% cattolici, 0,9% altri). Aderisce all'animismo e ad altre religioni l'1,9% della popolazione. Gli Hausa-Fulani, che vivono nel Nord, sono in maggioranza di religione islamica. Oltre la metà degli Yoruba (che vivono nel Sud-ovest) è di religione cristiana e circa un quarto islamica, mentre la parte restante segue le religioni animiste tradizionali. Gli Igbo sono in grande maggioranza cristiani, e costituiscono il gruppo etnico prevalente nel Sud-est. Tra di essi i cattolici di rito romano sono predominanti, ma ci sono anche la Chiesa anglicana, pentecostale e altri culti evangelici. Specialmente ha grande seguito tra la popolazione il pastore nigeriano T. B. Joshua. In questa zona vivono anche altre comunità etniche di Efik, Ibibio/Annang, Edo e Ijaw, tutte cristiane in grande maggioranza. Negli anni recenti si è assistito a frequenti scontri fra gruppi cristiani e musulmani, particolarmente nel Nord del paese dove, dopo varie pressioni, la legge islamica, o Sharīʿa, è stata introdotta nell'ordinamento di alcuni Stati settentrionali.
Tra il 2011 e il 2012 si sono registrati numerosi attentati e ripetute stragi contro i cristiani, in particolare in occasione del Natale e della Pasqua, con l'obiettivo di provocare una pulizia etnica: esponenti dell'integralismo islamico hanno infatti posto un ultimatum con il quale ingiungono a tutti i cristiani residenti nel Nord di abbandonare tutto e andare via.
Il gruppo terroristico di matrice islamica, conosciuto come "Boko Haram", ha più volte attaccato moschee provocando centinaia di morti fra i musulmani che vi si erano riuniti per pregare. Ha inoltre colpito un mercato affollato di musulmani intenti a fare compere durante le ore finali del Ramadan, provocando centinaia di morti.

## Festività nazionali
| Data       | Nome                                       | Significato                                                                       |
| ---------- | ------------------------------------------ | --------------------------------------------------------------------------------- |
| 29 maggio  | Giorno della Democrazia                    | Ripristino della democrazia in Nigeria nel 1999, dopo decenni di governo militare |
| 1º ottobre | Independence Day: Giorno dell'Indipendenza | Proclamazione dell'indipendenza dal Regno Unito, nel 1960                         |

## Cultura

### Produzione letteraria
Nel XVIII secolo si distinse la figura di Olaudah Equiano, che fu anche mercante, narratore del popolo Igbo e sostenitore del movimento britannico per porre fine alla tratta degli schiavi.
Nel XX secolo una produzione letteraria nigeriana è incentrata spesso sui temi propri del paese: tra gli scrittori celebri meritano menzione, Chinua Achebe, uno dei padri della letteratura africana in lingua inglese, il cui capolavoro Il crollo (Things Fall Apart, del 1958), viene considerato uno dei più importanti romanzi della letteratura africana, e ancora Wole Soyinka, Premio Nobel per la letteratura nel 1986, e Ben Okri, vincitore del Booker Prize nel 1991 per il romanzo La via della fame.
Nella scena internazionale contemporanea si distingue Chimamanda Adichie, che nel 2005 vinse il Commonwealth Writers' Prize per la categoria "First Best Book" con il libro Ibisco viola.

### Arte
L'arte nigeriana si può suddividere in alcune fasi ben precise: Nok, Igbo-Ukwu, Ife, Tsoede e Benin.
L'arte di Nok, datata tra il 500 a.C. e il 200 d.C., realizzò le più antiche sculture in terracotta subsahariane note fino a oggi. Sia la cultura sia l'arte connessa non sembrano rappresentare un punto zero di una tradizione artistica, in quanto le sculture sono già molto complesse e sofisticate e quindi gli esperti ipotizzano la presenza di una fase culturale precedente che abbia influenzato la cultura Nok. Le sculture rintracciate appartengono a un'area estesa cinquecento per centottanta chilometri a nord dell'intersezione tra i fiumi Niger e Benue, e rappresentano soprattutto figure animali realistiche, ma anche scene prese dall'agricoltura, e questo fatto dimostra l'abilità degli scultori nel convertire immagini e idee ispirate dalla natura in prodotti solidi e duraturi nel tempo. La cultura di Nok amava gli ornamenti, come per esempio i grani decorativi. Lo stile di Nok mostra elementi peculiari, come per esempio il trattamento degli occhi e sopracciglia entrambi a semicerchio, il foro presente negli occhi, nelle narici, nelle labbra e nelle orecchie, la posizione anomala delle orecchie poste spesso dietro la testa, una grande raffinatezza delle rappresentazioni delle capigliature.
L'arte di Igbo-Ukwu, compresa tra il IX secolo e il XI secolo, dedicò molto impegno alla produzione di oggetti di bronzo realizzati con grande padronanza della fusione a cera persa talvolta effettuata in fasi successive, oltre a vasi, catene di rame, braccialetti e ornamenti vari. Inoltre l'arte di Igbo-Ukwu sviluppò con molta cura le decorazioni funerarie e le perle vitree. L'originalità più evidente di questa arte fu il grande impegno profuso per le decorazioni superficiali, costituite da piccoli insetti o da sottili spirali.
L'arte di Ife, iniziata con il XII secolo, è emblematicamente rappresentata dal reperto della testa in bronzo, scoperta nel 1910, e che dovrebbe raffigurare la divinità del mare Olokun. Altre teste bronzee vennero alla luce in una successiva scoperta, nel 1938. Ai giorni nostri sono arrivate un buon numero di teste di terracotta e di bronzo, oltre a un complesso di vasi e di altri oggetti trovati in un santuario della divinità del fiume Oshun. L'arte di Ife è una delle poche, tra quelle africane, a rappresentare la figura umana con grande realismo e abbonda dell'uso di maschere a fini cerimoniali. L'arte di Ife evidenzia qualche segno di continuità rispetto a quella precedente di Nok e qualche elemento di influenza sulle arti successive come quella Benin.
L'arte di Tsoede, a partire dal XIII secolo si distinse per i famosi bronzi, composti da figure maschili, quali il guerriero, e femminili e di animali. La caratteristica di questa arte è l'asimmetricità delle figure e la loro proporzionalità realistica.
L'arte Benin, dal XIV secolo al XVIII secolo, produsse innumerevoli sculture in avorio e in bronzo che sono conservate nei musei in tutto il mondo. Fu un'arte regale, dato che solo il re poteva commissionare le sculture di bronzo ed è suddivisibile in tre periodi: quello Iniziale, il Medio e il Tardo. In quello Iniziale le teste tesero a simboleggiare più che a ritrarre i sovrani. Nel Periodo Medio, durante il quale furono realizzate le decorazioni del palazzo reale, che occupava quasi mezza città; le colonne di legno, che sostenevano il tetto, vennero impreziosite con placche bronzee raffiguranti scene di corte e mostrano un'evoluzione dello stile dal basso all'alto rilievo. Nel Periodo Tardo, le teste bronzee divennero più pesanti e servirono anche come base per zanne lunghe oltre il metro.

### Architettura
Oltre all'architettura tradizionale nigeriana, sono da ricordare anche numerosi architetti autoctoni, tra cui Olewole Oluseguin Olomuyiwa autore dell'Eko Hotels and Suites (l'hotel più grande della Nigeria) e Iseanyi Ekwuene. La Nigeria inoltre, è uno dei primi paesi del continente africano a pubblicare una rivista di architettura: "The West African Builder and Architect".

### Patrimoni dell'umanità
Da ricordare, in un contesto di importanza universale anche sotto l'aspetto culturale, che la Nigeria possiede alcuni siti iscritti nella Lista dei patrimoni dell'umanità dell'UNESCO.

### Musica
Uno dei generi musicali pop noti, di origini culturali nigeriane e ghanesi, è l'afrobeat, cui importanti esponenti sono il musicista Fela Kuti e il batterista Tony Allen. Importante oggi anche la figura di Rema, sessantesimo nella classifica mondiale dei cantanti più ascoltati su Spotify. Arise O Compatriots, Nigeria's Call Obey è l'inno nazionale della Nigeria. Il testo è stato scritto da John A. Ilechukwu, Eme Etim Akpan, B. A. Ogunnaike, Sota Omoigui e P.O. Aderibigbe, mentre la musica è stata composta dalla banda della polizia nigeriana diretta da B. E. Odiase. Il brano è stato adottato come inno nel 1978 al posto del precedente Nigeria, We Hail.

### Folclore e mitologia
Anche sotto l'aspetto culturale hanno una certa importanza le tradizioni e la mitologia.

### Gastronomia
La cucina nigeriana può essere influenzata dai tipi di clima, dalle regioni e dai vari gruppi etnici del paese.

### Cinema
In Nigeria le opere cinematografiche sono presenti sin dagli anni 1960, e, anche grazie al digitale, hanno raggiunto un aumento considerevole.
Tra i film nigeriani che hanno ricevuto premi più rilevanti, emerge 1 ottobre, vincitore nel 2014 dell'Africa International Film Festival e nel 2015 di Pan African Film Festival, MultiChoice e Africa Movie Academy Awards.

### La Nigeria nello spazio
- 27 settembre 2003: viene lanciato NigeriaSat-1, il primo satellite nigeriano.[33]
- 22 giugno 2025: Owolabi Salis [34] è il primo nigeriano nello spazio

## Ordinamento dello Stato
La Nigeria è una repubblica federale presidenziale.

### Costituzione
L'attuale Costituzione della Nigeria risale al 29 maggio 1999.

### Suddivisioni amministrative
La Nigeria è suddivisa in 36 Stati e un territorio. Da segnalare che alcuni Stati sono retti da principi maomettani o sultani. Il più importante sultanato è Sokoto, il cui sultano è ufficialmente la massima autorità islamica del Paese.
Ogni Stato elegge il proprio governatore il quale nomina un consiglio esecutivo e un parlamento dell'assemblea unicamerale.

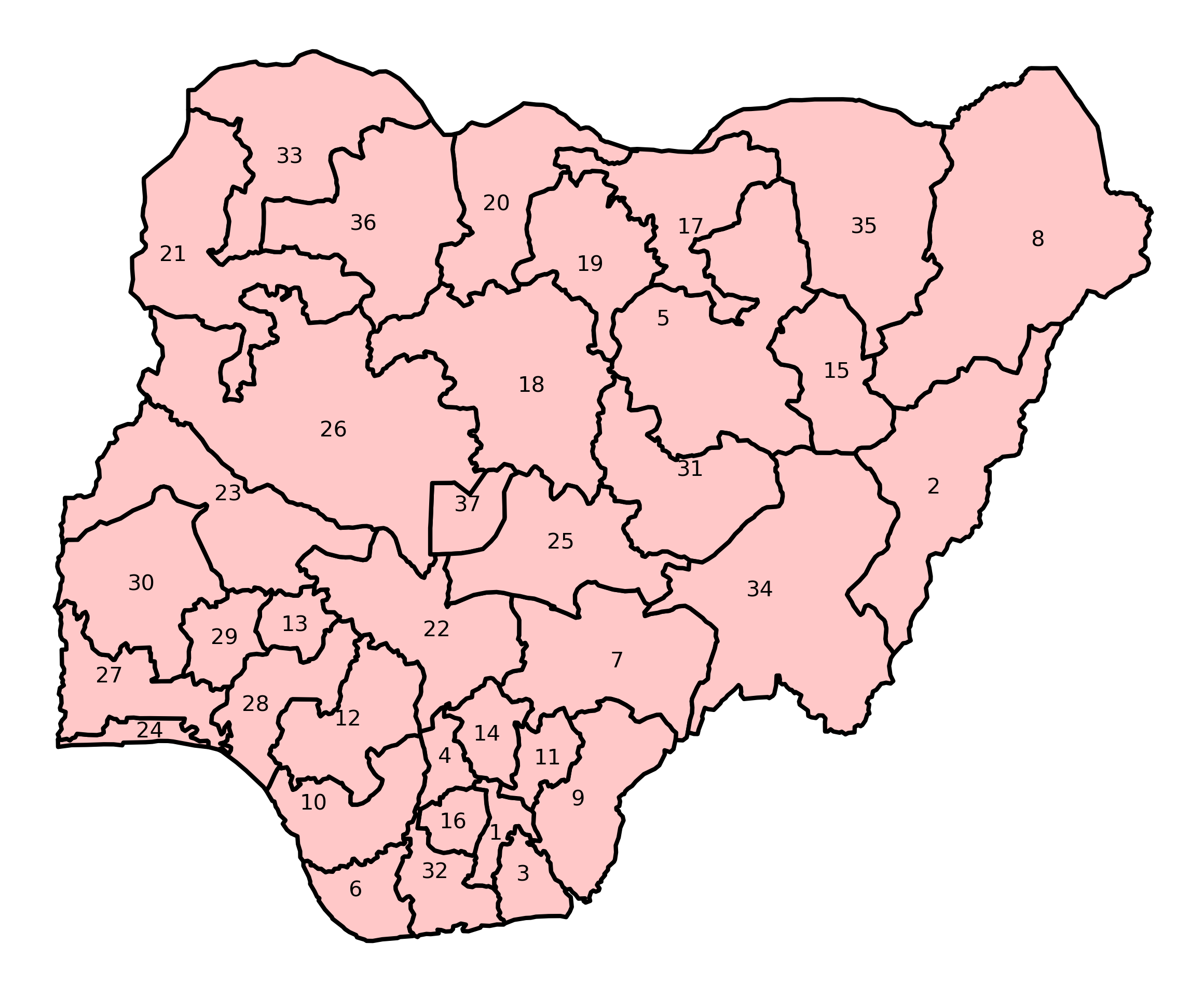
Stati della Nigeria

- Abia
- Adamawa
- Akwa Ibom
- Anambra
- Bauchi
- Bayelsa
- Benue
- Borno
- Cross River
- Delta
- Ebonyi
- Edo
- Ekiti
- Enugu
- Gombe
- Imo
- Jigawa
- Kaduna
- Kano
- Katsina
- Kebbi
- Kogi
- Kwara
- Lagos
- Nassarawa
- Niger
- Ogun
- Ondo
- Osun
- Oyo
- Plateau
- Rivers
- Sokoto
- Taraba
- Yobe
- Zamfara
- Abuja Federal Capital Territory

### Città principali

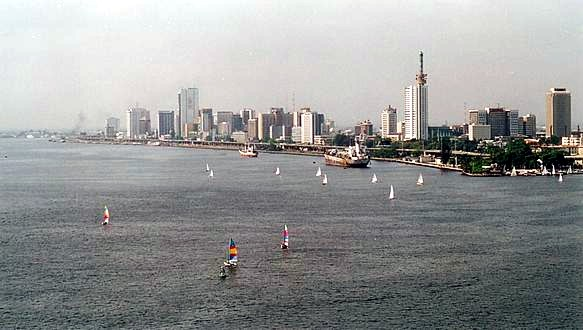
Panorama di Lagos, la città più popolosa del Paese

Nel 2010 la Nigeria conta dieci città con una popolazione superiore al milione di abitanti, e circa settanta città con più di 100 000 abitanti. I dati sulla popolazione non sono tuttavia sempre affidabili, dato che vengono spesso contestati e strumentalizzati per le tensioni etniche presenti nel paese. Secondo il sito World Gazeteer, le prime dieci città nigeriane sono:
1. Lagos – 9 968 455 abitanti, circa 15 500 000 nell'area metropolitana
2. Ibadan – 5 175 223
3. Benin City – 2 406 697
4. Kano – 2 376 372, più di 3 500 000 nell'area metropolitana
5. Port Harcourt – 2 100 711
6. Kaduna – 2 061 175
7. Aba – 1 597 296
8. Abuja (capitale federale) – 1 352 679
9. Maiduguri – 1 126 195
10. Ilorin – 1 084 681

### Istituzioni

#### Istruzione scolastica e università
Nell'ambito universitario possiamo ricordare l'Università della Nigeria Nsukka fondata da Nnamdi Azikiwe nel 1955, e aperta il 7 ottobre 1960.

#### Sistema sanitario
Gli sforzi dell'Organizzazione mondiale della sanità per sradicare a livello mondiale la poliomielite sono stati in parte vanificati dal caos politico del paese. Nel Nord della Nigeria, infatti, ha avuto luogo circa metà dei casi documentati di polio a livello mondiale nel 2003, ma i capi religiosi musulmani hanno ripetutamente inveito contro le vaccinazioni, denunciandole come un tentativo dei paesi occidentali per sterilizzare le ragazze musulmane nigeriane. Il programma nazionale di vaccinazioni venne sospeso in molti Stati del Nord nell'agosto del 2003, e da allora i casi sono quasi quintuplicati (119 casi nel primo trimestre del 2004, contro i 24 nell'intero 2003). Nel maggio 2004, partendo dal Nord della Nigeria, vari casi di polio sono stati segnalati anche in una serie di nazioni africane confinanti dove la poliomielite era stata precedentemente debellata totalmente con successo. Il 18 maggio 2004, lo Stato di Kano ha acconsentito a riprendere il programma di vaccinazioni, utilizzando però solo vaccini prodotti in Indonesia, e non quelli prodotti negli USA.

#### Forze armate
Le forze armate nigeriane sono organizzate in: Nigerian Army, Nigerian Air Force e Nigerian Navy.

## Politica
La Nigeria è una Repubblica Federale composta da 36 Stati più il Territorio della Capitale Federale di Abuja.
Le elezioni del 23 e 24 febbraio 2019 hanno decretato la vittoria di Muhammadu Buhari, musulmano, con il 55,60% dei voti.
Nel maggio 2023 è stato eletto presidente Bola Tinubu con 8,8 milioni di voti, superando Atiku Abubakar del Partito Democratico del Popolo con 6,9 milioni di voti e Peter Obi del Partito Laburista con 6,1 milioni di voti. 
Il rispetto della correttezza procedurale della tornata elettorale, tuttavia, è stato messo in dubbio dai principali partiti d’opposizione, i quali hanno denunciato brogli «massicci» e invocato l’annullamento del voto.

## Economia

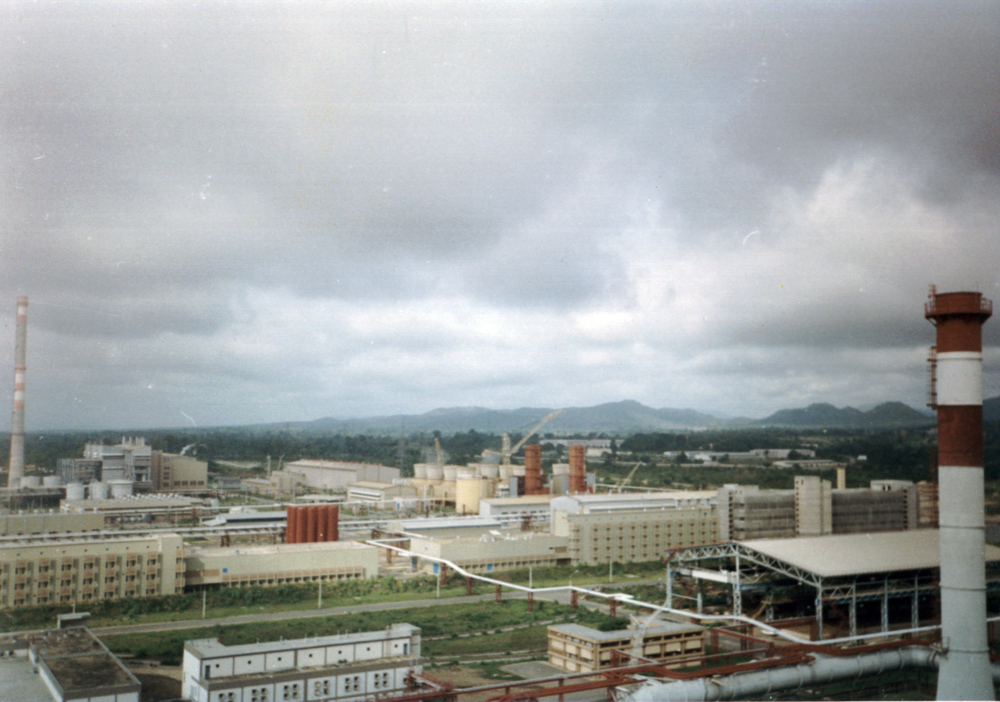
Acciaieria di Ajaokuta

L'economia nigeriana è la 26ª economia mondiale per PIL nominale ed è la prima del continente africano.
Nel 2014, il National Bureau of Statistics ha provveduto a ristrutturare il proprio sistema di rilevazione degli indicatori economici, portando i settori analizzati da 33 a 46 e migliorando le stime sulla cosiddetta "economia informale" (o economia in nero). Il settore agricolo, sceso dal 35% al 22%, non ha tenuto il passo con la crescita degli altri settori e il Paese, da esportatore netto di cibo, è diventato importatore netto. Il settore manifatturiero (il terzo per grandezza del continente) serve larga parte dell'Africa occidentale, anche se pesa solo per il 6,8% del PIL.

### Petrolio e servizi
Nonostante sia considerata una delle maggiori esportatrici di petrolio, la Nigeria genera soltanto il 2,7% della produzione mondiale e il settore petrolifero rappresenta solo il 14,4% del PIL. In crescita sostenuta è invece il settore terziario, che ha raggiunto il 52% del PIL: in particolare, si è osservata la crescita dei settori bancario, cinematografico e delle telecomunicazioni (quest'ultimo salito all'8,7% del PIL). Dal 2016 le esportazioni sono nettamente aumentate, al punto che la Nigeria è arrivata a essere il dodicesimo paese a livello mondiale.
Un rapporto di Citigroup del febbraio 2011 ha incluso la Nigeria nel gruppo dei "Global Growth Generators" ("generatori di crescita mondiale"), ossia gli undici Paesi che fra il 2010 e il 2050 contribuiranno maggiormente alla crescita del PIL mondiale.
Le risorse minerarie includono, oltre al petrolio, carbone e stagno. I principali prodotti agricoli sono olio di palma, cocco, agrumi, mais, cassava, yam e canna da zucchero.
Nel 1960 la Nigeria, un tempo nota come il Paese degli "oil rivers", era il primo produttore ed esportatore mondiale di olio di palma, ma all'inizio degli anni ottanta ne è diventato un paese importatore. Nel 1984 ha importato 110 000 tonnellate di olio di palma dalla Malesia e l'anno successivo ha stipulato un contratto di approvvigionamento a lungo termine con questo Paese.
La produzione di arachidi è crollata a partire dal 1975 e gli enti di commercializzazione dell'arachide, che nel 1972 avevano acquistato circa 454 000 tonnellate di questo prodotto, nel 1978 ne hanno acquistate 50.
La produzione di zucchero è aumentata molto a partire dal 1961, ma anche la sua richiesta interna e di conseguenza il saldo esportazioni-importazioni è diminuito drasticamente fra il 1970 e il 1980.

## Sanità
Al 2023 la Nigeria è il quarto paese al mondo per mortalità materna.

## Sport

### Calcio
Il calcio è uno degli sport più praticati in Nigeria. Fra i calciatori nigeriani di livello internazionale si possono citare Jay-Jay Okocha, (inserito nella lista FIFA 100), Taribo West, Obafemi Martins, Joseph Yobo, Nwankwo Kanu, Sunday Oliseh, John Obi Mikel, Victor Osimhen, Finidi George, Ademola Lookman, Victor Boniface e Maduka Okoye. Nel contesto è da ricordare la figura del calciatore e allenatore nigeriano Stephen Keshi, morto per un attacco cardiaco nel 2016.
In particolare la Nazionale di calcio della Nigeria è stata tre volte Campione di Coppa d'Africa e il suo capocannoniere è Rashidi Yekini con 37 reti.

### Pugilato
Nella disciplina pugilistica la Nigeria annovera, fra gli altri, la figura di Dick Tiger, campione mondiale dei pesi medi dal 1962 al 1963 e dal 1965 al 1966, e anche campione del mondo dei mediomassimi dal 1966 al 1968.

### Giochi olimpici
La prima medaglia d'oro olimpica per la Nigeria venne conquistata nel salto in lungo da Chioma Ajunwa, ai Giochi olimpici di Atlanta 1996.
La prima medaglia olimpica per la Nigeria fu la medaglia di bronzo nel pugilato vinta da Nojim Maiyegun, a Tokyo 1964.

### Altri sport
Tra gli sport più praticati ci sono la pallacanestro (doveroso menzionare il grande Hakeem Olajuwon) e il rugby. Attualmente nella più grande organizzazione delle arti marziali miste, la Ultimate Fighting Championship, dominano i campioni rispettivamente delle categorie welter e medi, Kamaru Usman e Israel Adesanya, entrambi nigeriani.